# Harriet Rubin
Harriet Rubin (* 31. Oktober 1952 in Passaic, New Jersey) ist eine US-amerikanische Schriftstellerin.

## Leben
Ein Stipendium in Poetry ermöglichte ihr ein Studium an der Columbia University. Danach schrieb sie Artikel und Kolumnen, beispielsweise für die New York Times, Publishers Weekly, Fast Company, das Wall Street Journal und einige Frauenmagazine. 1989 gründete sie ihr eigenes Imprint im Verlag Doubleday und betreute als Herausgeberin und Lektorin eine Reihe von Wirtschafts- und Management-Büchern, beispielsweise von Peter Senge, Andy Grove, Faith Popcorn oder Don Peppers, bis sie selbst anfing, Bücher zu schreiben. Ihr erstes Buch Machiavelli für Frauen wurde ein internationaler Bestseller und ist mittlerweile in 27 Sprachen übersetzt.
Selbst bekennende Alleingängerin, widmete sie sich in einem ihrer Bücher auch dem Thema „Soloing“. Derzeit lebt die Autorin in Manhattan.

## Werke
- 2000 – Machiavelli für Frauen
- 2003 – Soloing
- 2007 – Dante für die Liebe
- 2008 – Die Mona Lisa Strategie
- 2009 – Weiblich, magisch, mächtig